# Redutî, Karlivka
Redutî (în ucraineană Редути) este un sat în comuna Verhnea Lanna din raionul Karlivka, regiunea Poltava, Ucraina.

## Demografie
Componența lingvistică a localității Redutî
     Ucraineană (97,65%)
     Rusă (1,76%)
     Alte limbi (0,59%)
Conform recensământului din 2001, majoritatea populației localității Redutî era vorbitoare de ucraineană (97,65%), existând în minoritate și vorbitori de rusă (1,76%).